# Andrew Feeley
Andrew Feeley (Scotch Plains, Nueva Jersey, 11 de agosto de 1983) es un exjugador profesional de baloncesto estadounidense. Con 2,06 metros de altura, se desempeñaba en la posición de pívot. Aunque jugó en ligas de Estados Unidos, Japón, Francia y Eslovenia, la mayor parte de su carrera la desarrolló en países de Latinoamérica. 

## Universidad
Al egresar del Scotch Plains-Fanwood High School, Feeley fue becado por la Universidad de Maryland, Condado de Baltimore, para jugar con los UMBC Retrievers, el equipo de baloncesto de la institución que compite en los torneos de la División I de la NCAA. En las dos primeras temporadas de Feeley en Baltimore, los Retrievers compitieron en la Northeast Conference, pasando luego a la America East Conference. En sus cuatro años en el baloncesto universitario estadounidense, el pívot registró promedios de 7.6 puntos, 5.9 rebotes y 1 asistencia por partido en 110 juegos. 

### Clubes
- Actualizado hasta el 25 de octubre de 2022.

| Club                              | País                 | Año         |
| --------------------------------- | -------------------- | ----------- |
| Westchester Wildfire              | Estados Unidos       | 2005        |
| Pennsylvania Valley Dawgs         | Estados Unidos       | 2006        |
| Guerreros de Morelia              | México               | 2006        |
| Saitama Broncos                   | Japón                | 2006-2007   |
| Bucaneros de Campeche             | México               | 2007        |
| Saitama Broncos                   | Japón                | 2007-2008   |
| Toyota Tsusho Fighting Eagles     | Japón                | 2008-2009   |
| KK Elektra Šoštanj                | Eslovenia            | 2009        |
| Olympique d'Antibes Juan-les-Pins | Francia              | 2010        |
| Trouville                         | Uruguay              | 2010 - 2011 |
| Gigantes de Guayana               | Venezuela            | 2011        |
| Pioneros de Quintana Roo          | México               | 2011        |
| Gimnasia Indalo                   | Argentina            | 2011        |
| Gigantes de Guayana               | Venezuela            | 2012        |
| Reales de La Vega                 | República Dominicana | 2012        |
| Hebraica y Macabi                 | Uruguay              | 2012        |
| Gigantes de Guayana               | Venezuela            | 2013        |
| Goes                              | Uruguay              | 2013        |
| Gigantes de Guayana               | Venezuela            | 2014        |
| Aguada                            | Uruguay              | 2014        |
| Biguá                             | Uruguay              | 2014        |
| Gigantes de Guayana               | Venezuela            | 2015        |
| Pioneros de Quintana Roo          | México               | 2015        |
| Aguada                            | Uruguay              | 2015        |
| Peñarol                           | Argentina            | 2016        |
| Gigantes de Guayana               | Venezuela            | 2016        |
| Urunday Universitario             | Uruguay              | 2016 - 2017 |
| Ferro                             | Argentina            | 2017        |
| Gigantes de Guayana               | Venezuela            | 2017        |
| Aguada                            | Uruguay              | 2018 - 2019 |
| Libertadores de Querétaro         | México               | 2019        |
| Atléticos de San Germán           | Puerto Rico          | 2019        |
| Aguada                            | Uruguay              | 2019        |
| Deportivo San José                | Paraguay             | 2019        |
| Urunday Universitario             | Uruguay              | 2019 - 2020 |

## Palmarés

### Campeonatos nacionales
- Actualizado hasta el 09 de junio de 2017.

| Título                                  | Club                          | País      | Año         |
| --------------------------------------- | ----------------------------- | --------- | ----------- |
| Campeón de la temporada regular de JBL2 | Toyota Tsusho Fighting Eagles | Japón     | 2009        |
| Campeón de JBL2                         | Toyota Tsusho Fighting Eagles | Japón     | 2009        |
| Finalista de la Súper Cup               | KK Elektra Šoštanj            | Eslovenia | 2010        |
| Campeón de la Liga Uruguaya de Básquet  | Club Atlético Aguada          | Uruguay   | 2018 - 2019 |